# Breviceps fuscus
Espèce
Statut de conservation UICN

 LC  : Préoccupation mineure
Breviceps fuscus est une espèce d'amphibiens de la famille des Brevicipitidae.

## Répartition
Cette espèce est endémique d'Afrique du Sud. Elle se rencontre jusqu'à 1 000 m d'altitude sur le versant Sud de la chaîne Cape Fold Belt dans les monts Langeberg, Riviersonderend, Kleinrivier, Witteberge, Swartberge et Outeniqua.

## Publication originale
- Hewitt, 1925 : Descriptions of three new toads belonging to the genus Breviceps Merrem. Annals of the Natal Museum, vol. 5, no 2, p. 189-194 (texte intégral).